# Ove Juel
Ove Juel oder Ove Juul, auch Ove Frederiksen Juul (* 1. Mai 1700 auf Villestrup; † 4. April 1766 auf Ravnholt), war ein dänischer Generalleutnant.

## Leben

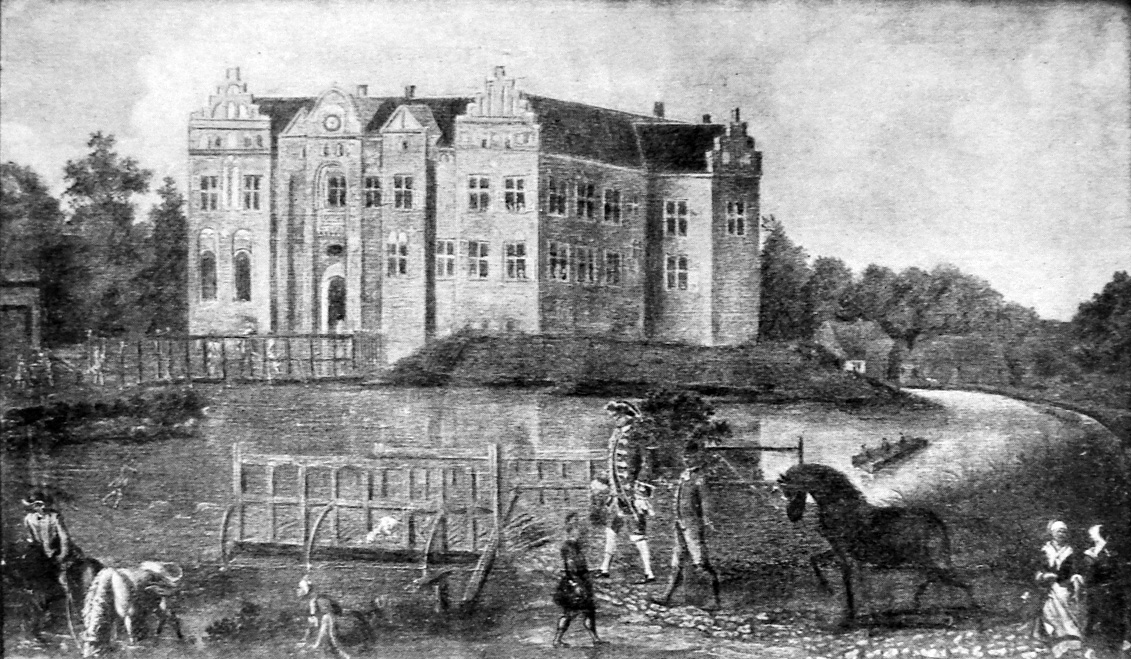
Villestrup (1700)

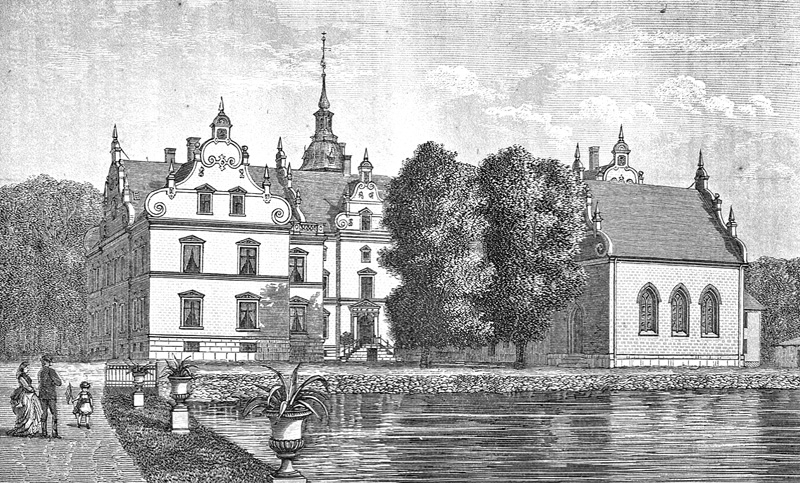
Ravnholt (1872)

### Herkunft
Juel gehörte einem dänischen Adelsgeschlecht an. Seine Eltern waren der dänische Etatsrat Frederik Juul (1661–1721) und Anna Berntsdatter Due (1671–1701).

### Laufbahn
Juel trat gegen Ende des Großen Nordischen Krieges in Jütland ein Kürassierregiment ein, wo er 1717 Kornett war und 1718 zunächst zum Leutnant und 1719 zum Rittmeister avancierte. Im Jahr 1723 wechselte er das Regiment. Hier stieg er bis 1732 zum Major auf. Er wechselte 1734 zu Garde zu Pferd und wurde 1736 Oberst. Am 27. Januar 1738 wurde er Chef des Kavallerie-Regiments Baudissin. Juel wurde 1752 zum Generalmajor befördert, stieg aber 1758 weiter auf zum Generalleutnant. Seinen Abschied hat er 1761 genommen. Er war von 1757 bis 1766 Erbherr auf Ravnholt, wo er seinen Lebensabend verbrachte. Er war seit 1736 Kammerherr und seit 1746 Ritter des Dannebrogordens.

### Familie
Juel vermählte sich 1736 in Ottensee mit Komtess Sophie Hedewig von Friis zu Friisenborg (1717–1777), Tochter von Christian von Friis zu Friisenborg. Aus der Ehe gingen vier Kinder hervor.
- Christian Sehestedt Juul (1741–1788), dänischer Rittmeister, Kammerherr und Geheimrat, ⚭ 1780 Komtess Lucia Charlotte Scheel a.d.H. Hellerup (1765–1839)
- Christiane Elisabeth Birgitte Juul (1742–1796), ⚭ 1764 Frederik Christian Kaas (1725–1803)
- Christian Frederik Juul (1745–1821), dänischer Oberst und Kammerherr, ⚭ 1777 Komtess Catharina Wilhelmine von Wedel-Jarlsberg (1751–1786), Enkeltochter von Graf Friedrich Anton von Wedel-Jarlsberg
- Anna Elisabeth Juul (1750–1813), ⚭ 1767 Graf Gregers Kristian von Haxthausen (1732–1802)